# VMware ESXi
VMware ESXi (anteriormente ESX) é um hipervisor de nível empresarial tipo 1 desenvolvido pela VMware para implantar e servir computadores virtuais. Como hipervisor tipo 1, o ESXi não é um software aplicativo instalado em um sistema operacional (SO); em vez disso, inclui e integra componentes vitais do sistema operacional, como um núcleo.
Após a versão 4.1 (lançada em 2010), a VMware renomeou o ESX para ESXi. O ESXi substitui o Service Console (um sistema operacional rudimentar) por um sistema operacional mais integrado. O ESX/ESXi é o principal componente do conjunto de software VMware Infrastructure.
O nome ESX originou-se como uma abreviação de Elastic Sky X. Em setembro de 2004, o substituto para o ESX foi chamado internamente de VMvisor, mas depois mudou para ESXi (como o "i" no ESXi significava "integrated").